# Era de la información

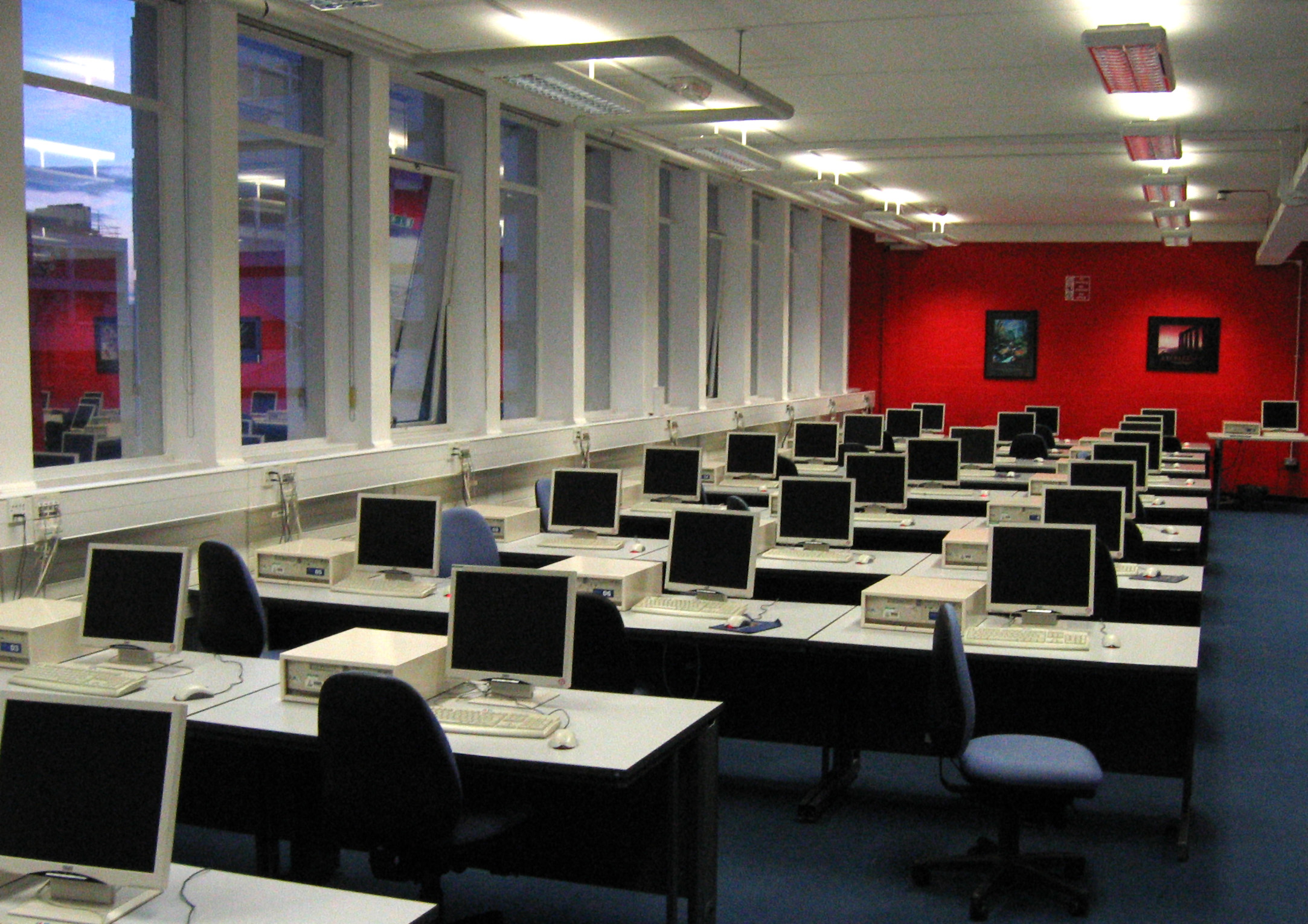
Un laboratorio de computadoras universitario que contiene varias computadoras de escritorio

La Era de la Información (también conocida como la Tercera Revolución Industrial, Era de la Computadora, Era Digital, Era del Silicio, Era de los Nuevos Medios, Era de Internet, o la Revolución Digital) es un período histórico que comenzó a mediados del siglo XX. 
Se caracteriza por un cambio rápido de las industrias tradicionales, tal como se establecieron durante la Revolución Industrial, hacia una economía centrada en la tecnología de la información. El comienzo de la Era de la Información se ha relacionado con el desarrollo del transistor en 1947 y del amplificador óptico en 1957. Estos avances tecnológicos han tenido un impacto significativo en la forma en que se procesa y transmite la información.
La Era de la Información se formó aprovechando los avances en la miniaturización de computadoras, lo que llevó a sistemas de información modernos y a las comunicaciones por internet como fuerza motriz de la evolución sociocultural.Existen debates en curso sobre si la Tercera Revolución Industrial ya ha terminado y si la Cuarta Revolución Industrial ya ha comenzado debido a los recientes avances en áreas como la inteligencia artificial y las biotecnologías.

## Historia
La revolución digital convirtió la tecnología del formato analógico al formato digital. Al hacer esto, fue posible hacer copias que fueran idénticas al original. En las comunicaciones digitales, por ejemplo, el hardware repetidor podía amplificar la señal digital y transmitirla sin pérdida de información en la señal. Igualmente importante para la revolución fue la capacidad de mover fácilmente la información digital entre medios, y acceder o distribuirla remotamente. Un punto de inflexión de la revolución fue el cambio de la música grabada de manera analógica a la digital. Durante la década de 1980, el formato digital de los discos compactos ópticos compact disc reemplazó gradualmente los formatos analógicos, como los discos de vinilo y las cintas de casete, como el medio más popular de elección.

### Inventos anteriores
Los humanos han fabricado herramientas para contar y calcular desde tiempos antiguos, como el ábaco, el astrolabio, el ecuatórium y los dispositivos mecánicos de medición del tiempo. Dispositivos más complicados empezaron a aparecer en los años 1600, incluyendo la regla de cálculo y las calculadoras mecánicas. A principios del siglo XIX, la Revolución Industrial produjo calculadoras de mercado masivo como el aritmómetro y la tecnología habilitante de las tarjetas perforadas. Charles Babbage propuso una computadora mecánica de propósito general llamada Analytical Engine, pero nunca fue construida con éxito y fue en gran parte olvidada en el siglo XX, siendo desconocida para la mayoría de los inventores de las computadoras modernas.
La Segunda Revolución Industrial en el último cuarto del siglo XIX desarrolló circuitos eléctricos útiles y el telégrafo. En la década de 1880, Herman Hollerith desarrolló dispositivos electromecánicos de tabulación y cálculo utilizando tarjetas perforadas y equipo de registro de unidades, que se hicieron ampliamente utilizados en los negocios y el gobierno.
Mientras tanto, varios sistemas de computadora analógica usaron sistemas eléctricos, mecánicos o hidráulicos para modelar problemas y calcular respuestas. Estos incluyeron una máquina predictores de mareas de 1872, analizadores diferenciales, máquinas de calendario perpetuo, el Deltar para la gestión del agua en los Países Bajos, analizadores de red (energía AC) para sistemas eléctricos y diversas máquinas para apuntar cañones y bombas militares. La construcción de computadoras analógicas específicas para problemas continuó en la última parte de los 1940s y más allá, con FERMIAC para el transporte de neutrones, Proyecto Cyclone para diversas aplicaciones militares y la Máquina Phillips para modelado económico.
Basándose en la complejidad de la Z1 y la Z2, el inventor alemán Konrad Zuse usó sistemas electromecánicos para completar en 1941 la Z3, la primera computadora digital totalmente automática y programable del mundo. También durante la Segunda Guerra Mundial, los ingenieros aliados construyeron bombes electromecánicas para romper el código de la máquina Enigma alemana. La Harvard Mark I, una máquina electromecánica de base 10, fue completada en 1944 y se mejoró en cierta medida con la inspiración de los diseños de Charles Babbage.

### 1947–1969: Orígenes

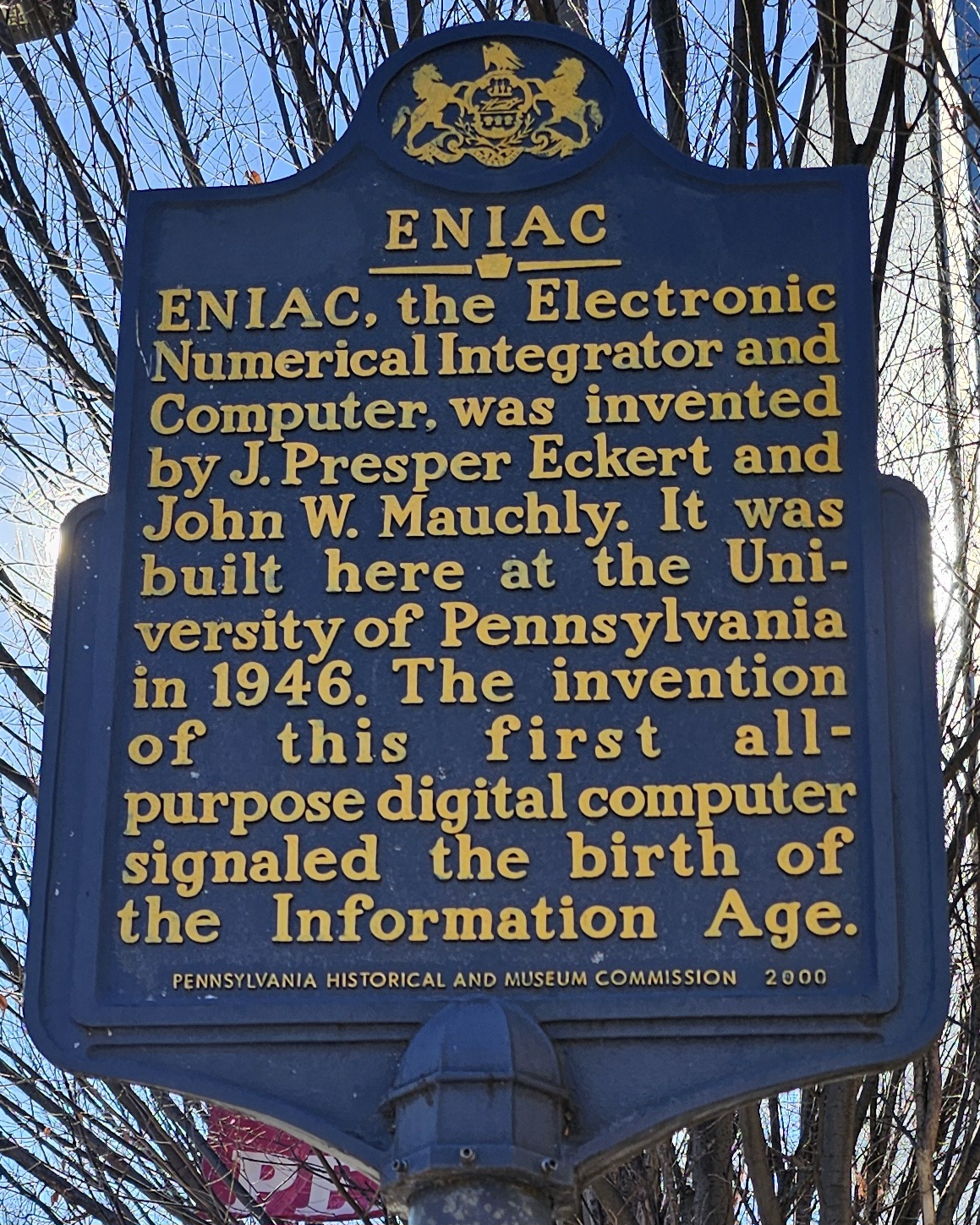
Un marcador histórico estatal de Pensilvania en Filadelfia cita la creación de ENIAC, la "primera computadora digital de propósito general", en 1946 como el inicio de la Era de la Información.

En 1947, se inventó el primer transistor funcional, el transistor de contacto de punta basado en germano, por John Bardeen y Walter Houser Brattain mientras trabajaban bajo la dirección de William Shockley en Bell Labs. Esto allanó el camino para computadoras digitales más avanzadas. Desde finales de la década de 1940, universidades, militares y empresas desarrollaron sistemas computadoras para replicar y automatizar cálculos matemáticos que antes se realizaban manualmente, siendo la LEO la primera computadora general de propósito comercial disponible.
La comunicación digital se volvió económica para su adopción generalizada tras la invención de la computadora personal en los años 1970. Claude Shannon, un matemático de Bell Labs, es reconocido por haber sentado las bases de la digitalización en su artículo pionero de 1948, A Mathematical Theory of Communication.
En 1948, Bardeen y Brattain patentaron un transistor de puerta aislada (IGFET) con una capa de inversión. Su concepto constituye la base de la tecnología CMOS y DRAM en la actualidad. En 1957, en Bell Labs, Frosch y Derick lograron fabricar transistores de dióxido de silicio planar, y más tarde, un equipo de Bell Labs demostró un MOSFET en funcionamiento. El primer hito del circuito integrado fue logrado por Jack Kilby en 1958.
Otros desarrollos tecnológicos importantes incluyeron la invención del chip de circuito integrado monolítico por Robert Noyce en Fairchild Semiconductor en 1959, posibilitado por el proceso planar desarrollado por Jean Hoerni. En 1963, se desarrolló el CMOS (Complementary MOS) por Chih-Tang Sah y Frank Wanlass en Fairchild Semiconductor. El transistor de puerta autoalineada, que facilitó aún más la producción en masa, fue inventado en 1966 por Robert Bower en Hughes Aircraft y de manera independiente por Robert Kerwin, Donald Klein y John Sarace en Bell Labs.
En 1962, AT&T desplegó el T-carrier para transmisión digital de voz PCM a larga distancia. El formato T1 transportaba 24 señales de voz multiplexadas por división de tiempo codificadas en flujos de 64 kbit/s, dejando 8 kbit/s de información de trama que facilitaba la sincronización y desmultiplexión en el receptor. En las décadas posteriores, la digitalización de la voz se convirtió en la norma para todos los casos excepto el último tramo (donde el analógico continuó siendo la norma hasta finales de los 90).

### 1969–1989: Invención de Internet, auge de las computadoras personales

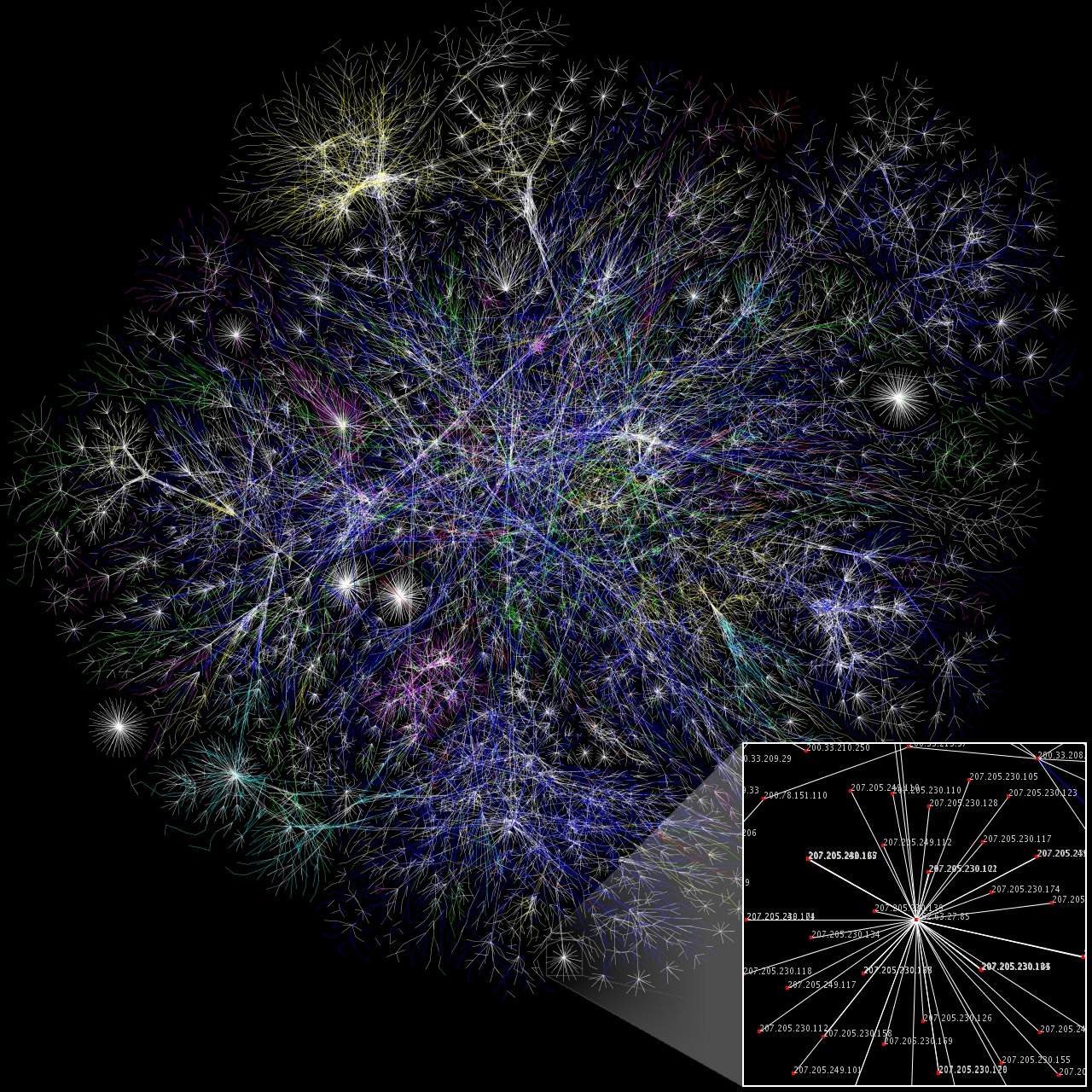
Una visualización de las diversas rutas a través de una porción de Internet (creado por el Proyecto Opte)

El público fue introducido por primera vez a los conceptos que llevaron a la creación de Internet cuando se envió un mensaje a través de ARPANET en 1969. Redes conmutadas por paquetes como ARPANET, Mark I, CYCLADES, Merit Network, Tymnet y Telenet, fueron desarrolladas a finales de los años 60 y principios de los 70 usando una variedad de protocolos. ARPANET, en particular, llevó al desarrollo de protocolos para la interconexión de redes, donde múltiples redes separadas podían unirse para formar una red de redes.
El movimiento Whole Earth de los años 60 promovió el uso de nuevas tecnologías.
En los años 70, se introdujo la computadora personal, computadoras de tiempo compartido, la consola de videojuegos, los primeros videojuegos de monedas, y comenzó la edad de oro de los videojuegos de arcade con Space Invaders. A medida que la tecnología digital se proliferó, y el cambio de registros analógicos a digitales se convirtió en el nuevo estándar en los negocios, una descripción de trabajo relativamente nueva se popularizó: el empleado de entrada de datos. Derivado de los secretarios y taquígrafos de décadas anteriores, el trabajo del empleado de entrada de datos era convertir datos analógicos (registros de clientes, facturas, etc.) en datos digitales.
En los países desarrollados, las computadoras lograron una semi-ubicuidad durante los años 80 cuando llegaron a las escuelas, hogares, negocios e industrias. Los cajeros automáticos, robots industriales, animación por computadora en cine y televisión, música electrónica, sistemas de tablones de anuncios y videojuegos alimentaron lo que se convirtió en el espíritu de los años 80. Millones de personas compraron computadoras personales, convirtiendo en nombres conocidos a los primeros fabricantes de computadoras personales como Apple, Commodore y Tandy. Hasta el día de hoy, se cita a la Commodore 64 como la computadora más vendida de todos los tiempos, con 17 millones de unidades vendidas (según algunas cuentas) entre 1982 y 1994.
En 1984, la Oficina del Censo de EE. UU. comenzó a recolectar datos sobre el uso de computadoras e Internet en los Estados Unidos; su primera encuesta mostró que el 8.2% de los hogares estadounidenses poseían una computadora personal en 1984, y que los hogares con niños menores de 18 años tenían casi el doble de probabilidades de tener una, con un 15.3% (los hogares de clase media y media-alta eran los más propensos a tener una, con un 22.9%). Para 1989, el 15% de los hogares de EE. UU. poseían una computadora, y casi el 30% de los hogares con niños menores de 18 años tenían una.[cita requerida] A finales de los años 80, muchas empresas dependían de computadoras y tecnología digital.
Motorola creó el primer teléfono móvil, Motorola DynaTac, en 1983. Sin embargo, este dispositivo utilizaba comunicación analógica; los teléfonos móviles digitales no se comercializaron hasta 1991, cuando la red 2G comenzó a abrirse en Finlandia para satisfacer la demanda inesperada de teléfonos móviles que comenzaba a ser evidente a finales de los años 80.
La revista Compute! predijo que CD-ROM sería el centro de la revolución, con múltiples dispositivos domésticos leyendo los discos.
La primera verdadera cámara digital fue creada en 1988, y las primeras se comercializaron en diciembre de 1989 en Japón y en 1990 en Estados Unidos. A principios de los 2000, las cámaras digitales eclipsaron la película tradicional en popularidad. La tinta y pintura digital también fue inventada a fines de los 80. El sistema CAPS de Disney (creado en 1988) se utilizó para una escena en la película La Sirenita de 1989 y para todas sus películas de animación entre Los rescatadores en Australia (1990) y Home on the Range (2004).

### 1989–2005: Invención de la World Wide Web, popularización de Internet, Web 1.0
Tim Berners-Lee inventó la World Wide Web en 1989.
La primera transmisión pública digital en HDTV fue de la Copa del Mundo de 1990 en junio; se emitió en 10 cines en España e Italia. Sin embargo, HDTV no se convirtió en un estándar hasta mediados de los 2000 fuera de Japón.
La World Wide Web se hizo accesible al público en 1991, después de haber estado disponible solo para gobiernos y universidades. En 1993 Marc Andreessen y Eric Bina introdujeron Mosaic, el primer navegador web capaz de mostrar imágenes en línea y la base para navegadores posteriores como Netscape Navigator e Internet Explorer. Stanford Federal Credit Union fue la primera institución financiera en ofrecer servicios de banca en línea a todos sus miembros en octubre de 1994. En 1996 OP Financial Group, también un banco cooperativo, se convirtió en el segundo banco en línea del mundo y el primero en Europa. La Internet se expandió rápidamente, y para 1996, era parte de la cultura de masas y muchas empresas incluían sitios web en sus anuncios.[cita requerida] Para 1999, casi todos los países tenían una conexión, y casi la mitad de los estadounidenses y personas en varios otros países usaban Internet regularmente.[cita requerida] Sin embargo, durante los años 90, "conectarse" implicaba una configuración complicada, y dial-up era el único tipo de conexión asequible para usuarios individuales; la actual cultura de Internet masiva no era posible.
En 1989, aproximadamente el 15% de todos los hogares en Estados Unidos poseían una computadora personal. Para los hogares con niños, casi el 30% tenía una computadora en 1989, y en 2000, el 65% tenía una.
Los teléfonos móviles se volvieron tan ubicuos como las computadoras a principios de los 2000, con los cines comenzando a mostrar anuncios pidiendo a las personas que apagaran sus teléfonos. También se volvieron mucho más avanzados que los teléfonos de los años 90, la mayoría de los cuales solo tomaban llamadas o, en el mejor de los casos, permitían jugar juegos simples. La mensajería de texto se hizo ampliamente utilizada a finales de los 90 a nivel mundial. 
La revolución digital se globalizó verdaderamente en esta época también: después de revolucionar la sociedad en el mundo desarrollado en los 90, la revolución digital se expandió a las masas en el mundo en desarrollo en los 2000.

### 2005–2020: Web 2.0, redes sociales, teléfonos inteligentes, televisión digital

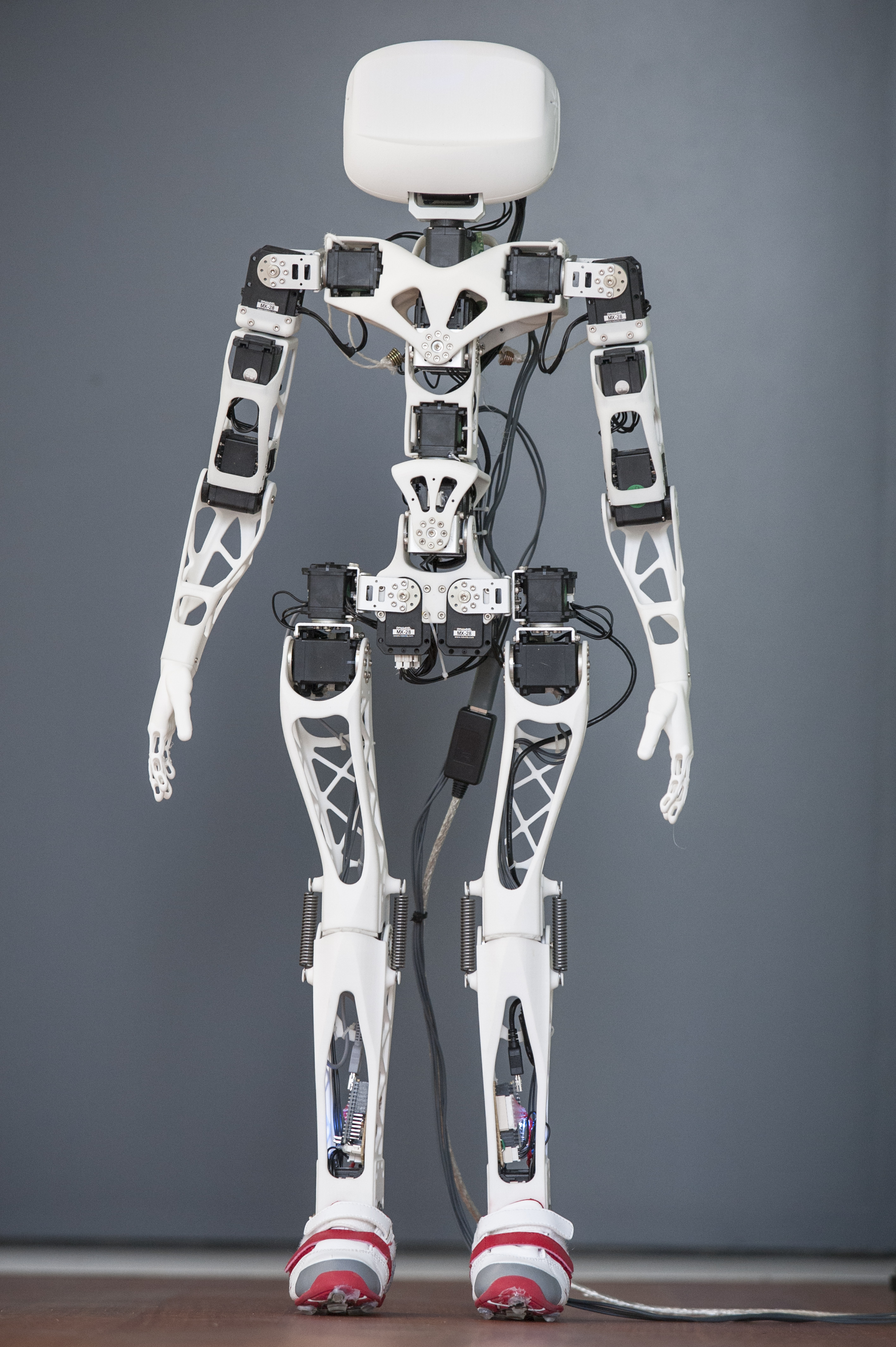
Los desarrollos en robótica e inteligencia artificial, son los que están estructurando el fenómeno de la "revolución digital".

A finales de 2005, la población de usuarios de Internet alcanzó 1 mil millones, y 3 mil millones de personas en todo el mundo usaban teléfonos móviles para finales de la década. El HDTV se convirtió en el formato estándar de transmisión televisiva en muchos países para finales de la década. En septiembre y diciembre de 2006, respectivamente, Luxemburgo y Países Bajos fueron los primeros países en realizar la transición completa de la televisión analógica a la digital. En septiembre de 2007, la mayoría de los encuestados en EE. UU. reportaron tener banda ancha en sus hogares. Según estimaciones de Nielsen Media Research, aproximadamente 45.7 millones de hogares en EE. UU. en 2006 (alrededor del 40 por ciento de los aproximadamente 114.4 millones) poseían una consola de videojuegos doméstica, y para 2015, el 51 por ciento de los hogares en EE. UU. poseían una consola de videojuegos doméstica, según un informe anual de la Entertainment Software Association. Para 2012, más de 2 mil millones de personas usaban Internet, el doble de las que lo usaban en 2007. El cloud computing había entrado en el uso generalizado a principios de la década de 2010. En enero de 2013, la mayoría de los encuestados en EE. UU. reportaron ser propietarios de un smartphone. Para 2016, la mitad de la población mundial estaba conectada. Y para 2020, esa cifra había subido al 67%.

### Aumento en el uso de tecnologías digitales
A finales de la década de 1980, menos del 1% de la información tecnológica almacenada en el mundo estaba en formato digital, mientras que para 2007 esta cifra alcanzó el 94%, y más del 99% para 2014.
Se estima que la capacidad mundial para almacenar información ha aumentado de 2.6 exabytes (comprimidos de manera óptima) en 1986, a unos 5,000 exabytes en 2014 (equivalentes a 5 zettabytes).
| Año  | Suscriptores de teléfonos móviles (% de la población mundial pop.) | Usuarios de Internet (% de la población mundial) |
| ---- | ------------------------------------------------------------------ | ------------------------------------------------ |
| 1990 | 12.5 millones (0.25%)                                              | 2.8 millones (0.05%)                             |
| 2002 | 1.5 mil millones (19%)                                             | 631 millones (11%)                               |
| 2010 | 4 mil millones (68%)                                               | 1.8 mil millones (26.6%)                         |
| 2020 | 4.78 mil millones (62%)                                            | 4.54 mil millones (59%)                          |
| 2023 | 6.31 mil millones (78%)                                            | 5.4 mil millones (67%)                           |

## Visión general de los primeros avances

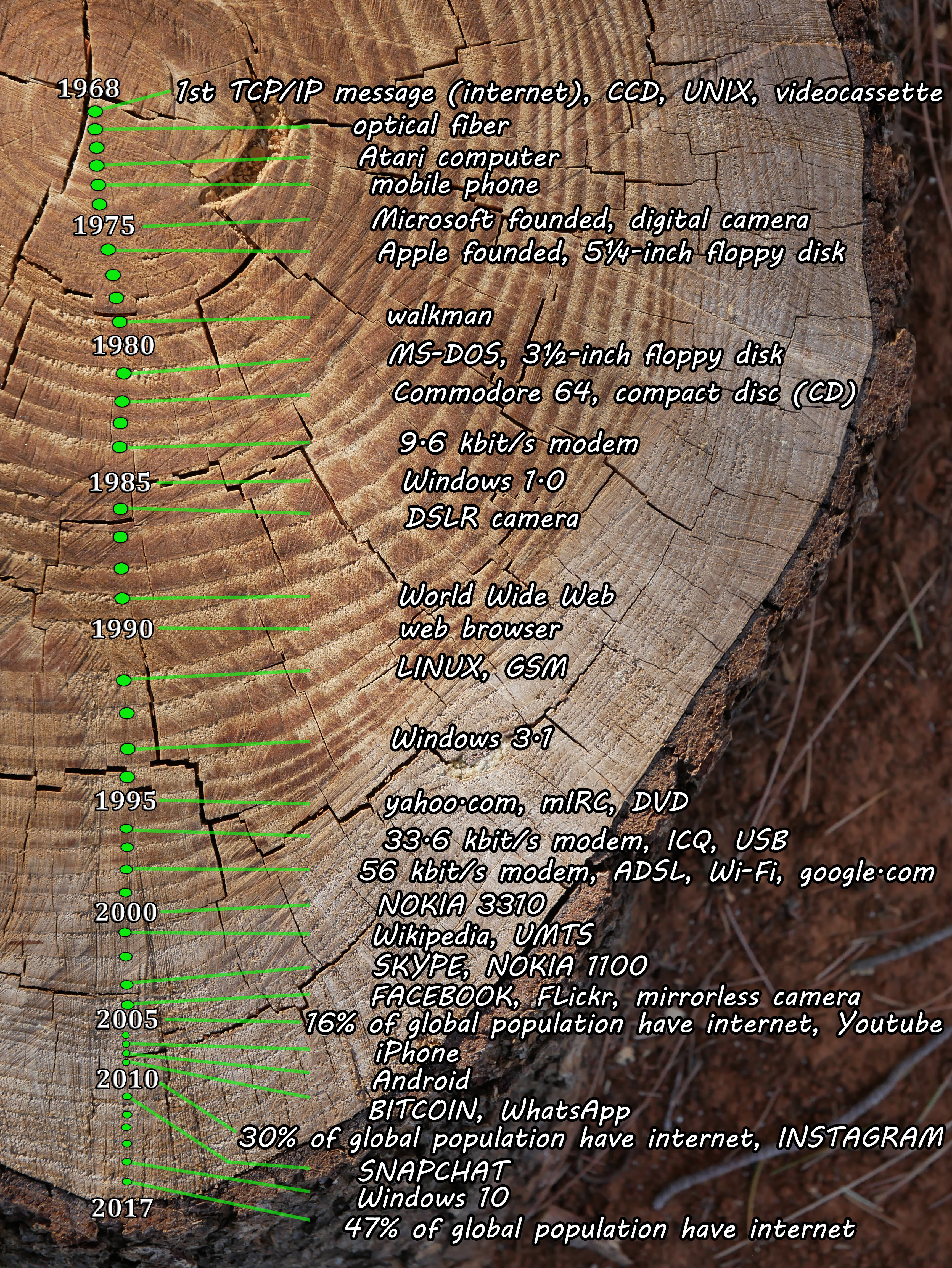
Una cronología de los principales hitos de la Era de la Información, desde el primer mensaje enviado por el conjunto de protocolos de Internet hasta el acceso global a Internet.

### La expansión de las bibliotecas y la ley de Moore
La expansión de las bibliotecas fue calculada en 1945 por Fremont Rider para duplicar su capacidad cada 16 años cuando se dispusiera de espacio suficiente. Abogó por sustituir las voluminosas y decadentes obras impresas por microformas de fotografías analógicas miniaturizadas, que podían duplicarse a petición de los usuarios de bibliotecas y otras instituciones.
Rider no previó, sin embargo, la tecnología digital que vendría décadas más tarde para reemplazar las microformas analógicas por imágenes digitales, almacenamiento digital, y medios de transmisión, por lo que vastos aumentos en la rapidez del crecimiento de la información sería posible a través de automatización, potencialmente-sin pérdida mediante tecnologías digitales. En consecuencia, la ley de Moore, formulada hacia 1965, calcularía que el número de transistores en un circuito integrado denso se duplica aproximadamente cada dos años.
A principios de la década de 1980, junto con las mejoras en la potencia de cálculo, la proliferación de los ordenadores personales, más pequeños y menos caros, permitió el acceso a la información inmediato y la capacidad de compartirla, almacenarla y recuperarla. La conectividad entre ordenadores dentro de las organizaciones permitió acceder a mayores cantidades de información.

### El almacenamiento de información y la ley de Kryder

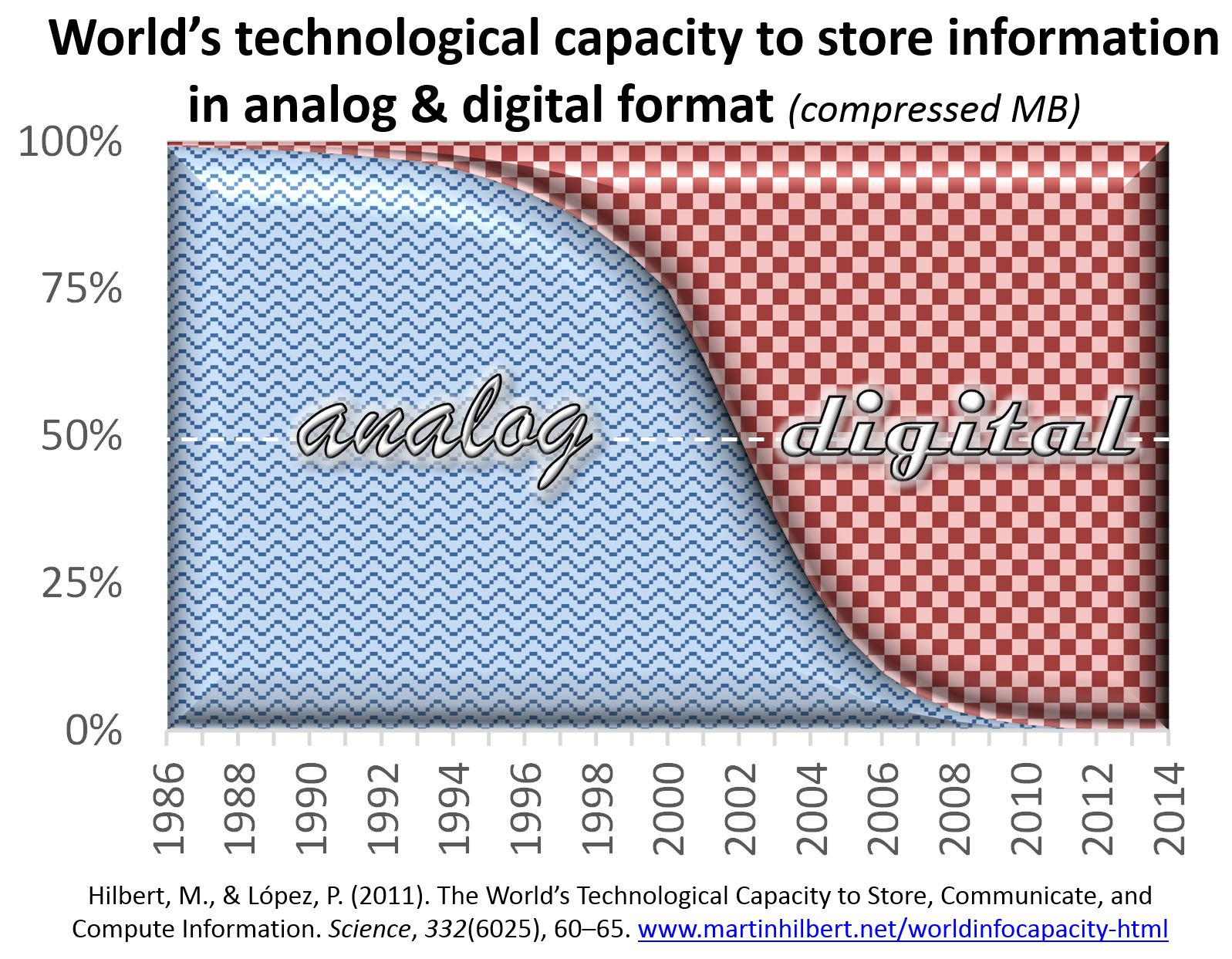
Hilbert & López (2011). La capacidad tecnológica mundial para almacenar, comunicar y computar información. Science, 332(6025), 60-65. https://www.science.org/doi/pdf/10.1126/science.1200970

La capacidad tecnológica mundial para almacenar información pasó de 2,6 (óptimamente comprimidos) exabytes (EB) en 1986 a 15,8 EB en 1993; a más de 54,5 EB en 2000; y a 295 (óptimamente comprimidos) EB en 2007. Esto es el equivalente informativo a menos de un CD-ROM de 730-megabyte (MB) por persona en 1986 (539 MB por persona); aproximadamente cuatro CD-ROM por persona en 1993; doce CD-ROM por persona en el año 2000; y casi sesenta y un CD-ROM por persona en 2007. Se estima que la capacidad mundial para almacenar información ha alcanzado los 5 zettabytes en 2014, el equivalente informativo de 4.500 pilas de libros impresos desde la tierra hasta el sol.
La cantidad de datos digitales almacenados parece crecer aproximadamente exponencialmente, lo que recuerda a la ley de Moore. Como tal, la Ley de Kryder prescribe que la cantidad de espacio de almacenamiento disponible parece estar creciendo aproximadamente de forma exponencial.

### Transmisión de información
La capacidad tecnológica del mundo para recibir información a través de redes de transmisión unidireccionales (redes) era de 432 exabytes de información (comprimida de forma óptima) en 1986; 715 exabytes (comprimidos de forma óptima) en 1993; 1.2 (comprimido de manera óptima) zettabytes en 2000; y 1,9 zettabytes en 2007, la información equivalente a 174 periódicos por persona al día.
La capacidad efectiva del mundo para intercambiar información a través de bidireccional redes de telecomunicaciones fue de 281 petabytes de información (comprimida de forma óptima) en 1986; 471 petabytes en 1993; 2,2 exabytes (comprimidos de forma óptima) en 2000; y 65 exabytes (comprimidos de manera óptima) en 2007, la información equivalente a 6 periódicos por persona por día. En la década de 1990, la expansión de Internet provocó un salto repentino en el acceso a y la capacidad de compartir información en empresas y hogares a nivel mundial. La tecnología se estaba desarrollando tan rápidamente que una computadora que costaba $3000 en 1997 costaría $2000 dos años después y $1000 el año siguiente.

### Cálculo
La capacidad tecnológica mundial para calcular información con computadoras de uso general guiadas por humanos creció de 3,0 × 108 MIPS en 1986 a 4,4 × 109 MIPS en 1993; a 2,9 × 1011 MIPS en 2000; a 6,4 × 1012 MIPS en 2007. Artículo publicado en la journal Trends in Ecology and Evolution' ' en 2016 informó que:

Tecnología digital ha superado ampliamente la cognitiva capacidad de cualquier ser humano y lo ha hecho una década antes de lo previsto. En términos de capacidad, hay dos medidas de importancia: el número de operaciones que puede realizar un sistema y la cantidad de información que puede almacenar. Se calcula que el número de operaciones sinápticas por segundo en un cerebro humano se sitúa entre 10^15 y 10^17. Aunque esta cifra es impresionante, incluso en 2007 los ordenadores de propósito general de la humanidad eran capaces de realizar más de 10^18 instrucciones por segundo. Se calcula que la capacidad de almacenamiento de un cerebro humano es de unos 10^12 bytes. En términos per cápita, esta cifra se equipara al almacenamiento digital actual (5x10^21 bytes por 7,2x10^9 personas).

### Información genética
El código genético también puede considerarse parte de la revolución de la información. Ahora que la secuenciación se ha informatizado, el genoma se puede representar y manipular como datos. Esto comenzó con la secuenciación del ADN, inventada por Walter Gilbert y Allan Maxam en 1976-1977 y Frederick Sanger en 1977, creció de forma constante con el Proyecto Genoma Humano, concebido inicialmente por Gilbert y, finalmente, las aplicaciones prácticas de la secuenciación, como las pruebas genéticas, tras el descubrimiento por Myriad Genetics de la mutación del gen del cáncer de mama BRCA1. Los datos de secuencias en Genbank han pasado de las 606 secuencias genómicas registradas en diciembre de 1982 a los 231 millones de genomas de agosto de 2021. Otros 13 billones de secuencias incompletas están registradas en la base de datos de Whole Genome Shotgun de agosto de 2021. La información contenida en estas secuencias registradas se ha duplicado cada 18 meses.

## Teoría de la revolución de la información
El término revolución de la información puede estar relacionado o contrastar con términos ampliamente utilizados como Revolución Industrial y Revolución Agrícola. Sin embargo, cabe señalar que se puede preferir un paradigma mentalista en lugar de uno materialista. Los siguientes aspectos fundamentales de la teoría de la revolución de la información se pueden plantear:
1. El objeto de las actividades económicas puede conceptualizarse según la distinción fundamental entre materia, energía e información. Estas aplican tanto al objeto de cada actividad económica como dentro de cada actividad o empresa. Por ejemplo, una industria puede procesar materia (por ejemplo, hierro) usando energía e información (tecnologías de producción y proceso, gestión, etc.).
2. La información es un factor de producción (junto con el capital, trabajo, tierra (economía)), así como un producto vendido en el mercado, es decir, una mercancía. Como tal, adquiere valor de uso y valor de cambio, y por lo tanto un precio.
3. Todos los productos tienen valor de uso, valor de cambio y valor informativo. Este último puede medirse por el contenido informativo del producto, en términos de innovación, diseño, etc.
4. Las industrias desarrollan actividades generadoras de información, las llamadas funciones de Investigación y Desarrollo (I+D).
5. Las empresas y la sociedad en general desarrollan funciones de control y procesamiento de la información, en forma de estructuras de gestión; estas también se llaman "trabajadores de cuello blanco", "burocracia", "funciones gerenciales", etc.
6. El trabajo puede clasificarse según el objeto del trabajo, en trabajo informático y trabajo no informático.
7. Las actividades informáticas constituyen un gran y nuevo sector económico, el sector de la información, junto con los sectores tradicionales sector primario, sector secundario y sector terciario, según la hipótesis de los tres sectores. Estos deben ser reformulados porque se basan en las definiciones ambiguas hechas por Colin Clark (1940), quien incluyó en el sector terciario todas las actividades que no se han incluido en los sectores primario (agricultura, silvicultura, etc.) y secundario (manufactura). El sector cuaternario y el sector quinario de la economía intentan clasificar estas nuevas actividades, pero sus definiciones no se basan en un esquema conceptual claro, aunque el último es considerado por algunos como equivalente al sector de la información.
8. Desde un punto de vista estratégico, los sectores pueden definirse como sector de la información, medios de producción, medios de consumo, ampliando el modelo clásico de Ricardo-Marx del modo de producción capitalista. Marx subrayó en muchas ocasiones el papel del "elemento intelectual" en la producción, pero no logró encontrar un lugar para él en su modelo.
9. Las innovaciones son el resultado de la producción de nueva información, como nuevos productos, nuevos métodos de producción, patentes, etc. La difusión de innovaciones manifiesta efectos de saturación (término relacionado: saturación del mercado), siguiendo ciertos patrones cíclicos y creando "olas económicas", también llamadas "ciclos económicos". Hay varios tipos de olas, como la onda de Kondratiev (54 años), oscilación Kuznets (18 años), ciclo Juglar (9 años) y Kitchin (alrededor de 4 años, ver también Joseph Schumpeter), distinguidas por su naturaleza, duración y, por lo tanto, su impacto económico.
10. La difusión de innovaciones causa cambios estructurales-sectoriales en la economía, los cuales pueden ser suaves o pueden generar crisis y renovación, un proceso que Joseph Schumpeter llamó vívidamente "destrucción creativa".

Desde una perspectiva diferente, Irving E. Fang (1997) identificó seis 'Revoluciones de la Información': la escritura, la imprenta, los medios de comunicación de masas, el entretenimiento, el 'granero' (que ahora llamamos 'hogar'), y la autopista de la información. En este trabajo, el término 'revolución de la información' se usa en un sentido estrecho, para describir tendencias en los medios de comunicación.

## Economía
Con el tiempo, las Tecnologías de la información y la comunicación (TIC), es decir, los ordenadores, la maquinaria informatizada, las fibra óptica, los satélites de comunicaciones, Internet y otras herramientas de las TIC, se convirtieron en una parte importante de la economía mundial, ya que el desarrollo de las redes ópticas y los microordenadores cambiaron en gran medida muchos negocios e industrias. Nicholas Negroponte captó la esencia de estos cambios en su libro de 1995, Ser digital, en el que habla de las similitudes y diferencias entre los productos hechos de átomos y los productos hechos de bits.

### Empleos y distribución del ingreso
La Era de la Información ha afectado a la fuerza laboral de varias maneras, como obligando a los trabajadores a competir en un mercado laboral global. Una de las preocupaciones más evidentes es el reemplazo del trabajo humano por computadoras que pueden realizar sus trabajos de manera más rápida y eficiente, creando así una situación en la que los individuos que realizan tareas fácilmente automatizables se ven obligados a encontrar empleo en el que su trabajo no sea tan prescindible. Esto crea especialmente un problema para aquellos en ciudades industriales, donde las soluciones típicamente implican reducir tiempo de trabajo, lo cual a menudo es altamente resistido. Así, los individuos que pierden sus empleos pueden verse presionados a ascender a profesiones más indispensables (por ejemplo, ingenieros, médicos, abogados, educadores, profesores, científicos, ejecutivos, periodistas, consultores), quienes pueden competir con éxito en el mercado mundial y recibir salarios (relativamente) altos.[cita requerida]
Junto con la automatización, los trabajos tradicionalmente asociados con la clase media (por ejemplo, línea de ensamblaje, procesamiento de datos, gestión, y supervisión) también han comenzado a desaparecer como resultado de la externalización. Incapaces de competir con los trabajadores de países en desarrollo, los trabajadores de sociedades postindustriales (es decir, desarrolladas) en producción y servicios pierden sus empleos debido a la externalización, aceptan reducción salarial, o se conforman con trabajos de nivel de entrada, baja cualificación y baja remuneración. En el pasado, el destino económico de los individuos estaba vinculado al de su nación. Por ejemplo, los trabajadores en Estados Unidos una vez estaban bien remunerados en comparación con los de otros países. Con la llegada de la Era de la Información y las mejoras en la comunicación, esto ya no es el caso, ya que los trabajadores deben competir ahora en un mercado laboral global, donde los salarios son menos dependientes del éxito o fracaso de economías individuales.
En la creación de una fuerza laboral globalizada, internet también ha permitido mayores oportunidades en países en desarrollo, lo que hace posible que los trabajadores en dichos lugares ofrezcan servicios en persona, compitiendo directamente con sus contrapartes en otras naciones. Esta ventaja competitiva se traduce en mayores oportunidades y salarios más altos.

### Automatización, productividad y ganancia de empleos
La Era de la Información ha afectado a la fuerza laboral en el sentido de que la automatización y la computarización han resultado en una mayor productividad acompañada de una pérdida neta de desempleo en manufactura. En los Estados Unidos, por ejemplo, desde enero de 1972 hasta agosto de 2010, el número de personas empleadas en trabajos de manufactura cayó de 17.500.000 a 11.500.000, mientras que el valor de la manufactura aumentó un 270%. Aunque inicialmente parecía que la pérdida de empleos en el sector industrial podría ser parcialmente compensada por el rápido crecimiento de empleos en tecnologías de la información, la recesión de marzo de 2001 presagió una fuerte caída en el número de empleos en el sector. Este patrón de disminución de empleos continuaría hasta 2003, y los datos han mostrado que, en general, la tecnología crea más empleos de los que destruye, incluso a corto plazo.

### Industria intensiva en información
La industria se ha vuelto más intensiva en información, mientras que ha sido menos intensiva en trabajo y en capital. Esto ha dejado importantes implicaciones para la fuerza laboral, ya que los trabajadores se han vuelto cada vez más productivos a medida que el valor de su trabajo disminuye. Para el sistema de capitalismo en sí, el valor del trabajo disminuye y el valor del capital aumenta.
En el modelo clásico de economía, las inversiones en capital humano y capital financiero son predictores importantes del desempeño de un nuevo emprendimiento. Sin embargo, como lo demuestran Mark Zuckerberg y Facebook, ahora parece posible que un grupo de personas relativamente inexpertas con capital limitado tenga éxito a gran escala.

## Problemas en la era digital
- Uno de los problemas que se han presentado como parte de la era digital, es el hecho de que ha traído dificultades para los individuos para localizar la información que es requerida, ya que el impacto de esta, sumada a los medios electrónicos ha generado una "explosión en la información".
- Esta explosión de la información provoca que cada vez sea más difícil la clasificación de datos, además de que presenta un problema al discriminar cuál es la información que es realmente importante de la que no, aunado a esto, suele generar polémicas, ya que mucha de la información que suele llegar a los usuarios resulta ser falsa, de baja calidad o producto de propaganda de grupos nocivos.
- El exceso de información en el individuo produce que él no sea capaz de procesar y comprender la información obtenida, generando realidades virtuales, demencia, psicosis y la des-adaptación al entorno que lo rodea.